# Arachnodima
Arachnodima là một chi bọ cánh cứng trong họ 
Elateridae.
Chi này được miêu tả khoa học năm 1893 bởi Candèze.

## Các loài
Các loài trong chi này gồm:
- Arachnodima adelaidae (Candèze, 1863)
- Arachnodima boganus (Calder, 1986)
- Arachnodima bribbarensis (Calder, 1986)
- Arachnodima burrelli (Calder, 1986)
- Arachnodima opaca Candèze, 1893
- Arachnodima ourapilla (Calder, 1986)
- Arachnodima xenikon (Calder, 1986)